# ایوان دوم
ایوان ایوانویچ دوم فایر یا ایوان دوم مسکو (به روسی: Иван II Иванович Красный) (۳۰ مارس ۱۳۲۶ - ۱۳ نوامبر ۱۳۵۹) شاهزادهٔ بزرگ روس بود که ۱۳۵۳ تا ۱۳۵۹ در این مملکت در رأس حکومت بود. وی فرزند دوم ایوان یکم مسکو بود و پس از مرگ برادرش، سیمئون، به قدرت رسید. وی در زمان حکومتش نتوانست چون برادرش قلمرو خود را گسترش دهد.
وی توسط کلیسای ارتدکس بسیار پشتیبانی می‌شد و سرانجام نیز در کلیسای جامع میخائیل آرخانگل به خاک سپرده شد.